# Vicarage Road
Die Vicarage Road (auch kurz The Vic genannt) ist ein Fußballstadion in der englischen Stadt Watford. Es bietet 22.000 Zuschauern Platz und ist das Heimstadion und Eigentum des Fußballvereins FC Watford. Der Rugby-Union-Club Saracens mietete die Anlage von 1997 bis 2013 für die Heimspiele seiner Profimannschaft. Anfang der 1990er Jahre war auch der FC Wealdstone aus der Isthmian League an der Vicarage Road beheimatet.

## Geschichte
1922 gab der FC Watford sein ursprüngliches Stadion an der Cassio Road auf und zog an die Vicarage Road um. Das erste Spiel fand am 30. August jenes Jahres gegen den FC Millwall statt. Aus der Anfangszeit stammte der mehrmals erweiterte und mittlerweile abgerissene Main Stand (Haupttribüne). Die erste Flutlichtanlage wurde 1953 installiert.
Der Graham Taylor Stand (bis November 2014: Rous Stand), der nach dem ehemaligen Trainer des FC Watford, Graham Taylor (1977–1987 und 1997–2001), benannt ist, stammt aus dem Jahr 1986. Finanziert wurde der Bau teilweise durch einen Kredit von Elton John. Der Vicarage Road Stand entstand im Jahr 1993, zwei Jahre später folgte der Rookery Stand. Ab der Saison 1997/98 spielte auch die erste Mannschaft des im Norden Londons beheimateten Rugbyclubs Saracens in Watford, da deren eigenes Stadion rund vier Mal kleiner war.
Im Jahr 2003 steckte der FC Watford in finanziellen Schwierigkeiten und musste das Stadion verkaufen. Die Fans organisierten eine Spendenaktion mit dem Namen Let's Buy Back The Vic („Lasst uns The Vic zurückkaufen“). Unter anderem spendete Elton John die gesamten Einnahmen eines Konzerts, das hier stattfand. 2005 war der Verein in der Lage, das Stadion für 7,6 Millionen Pfund zurückzukaufen.
2008 wurde der alte Main Stand von 1922 aus Sicherheitsgründen geschlossen. Der FC Watford schloss mit GL events im September 2013 einen Vertrag über einen Neubau im Osten mit 3.000 Plätzen. Im Dezember 2014 erhielt der kurz zuvor gebaute Watford FC Community Stand einen neuen Namen. Er trägt die Bezeichnung The Sir Elton John Stand nach dem britischen Sänger und früheren Clubbesitzer Sir Elton John.

## Zuschauerschnitt und Besucherrekorde
Der Zuschauerrekord wurde am 3. Februar 1969 bei dem Wiederholungsspiel der 4. Runde im FA Cup gegen Manchester United mit 34.099 Besuchern aufgestellt. Die meisten Besucher in Zeiten der Sitzplatzstadien lockte die Partie der Premier League 2019/20 am 29. Februar 2020 gegen den FC Liverpool mit 21.634 Zuschauern ins Stadion.
- 2011/12: 12.704 (Football League Championship)
- 2012/13: 13.454 (Football League Championship)
- 2013/14: 15.512 (Football League Championship)
- 2014/15: 16.664 (Football League Championship)
- 2015/16: 20.594 (Premier League)
- 2016/17: 20.571 (Premier League)
- 2017/18: 20.231 (Premier League)
- 2018/19: 20.016 (Premier League)
- 2019/20: 20.837 (Premier League)
- 2020/21: 172 (durch COVID-19 beschränkt, EFL Championship)

## Tribünen
- The Vicarage Road Stand
- The Rookery Stand
- The Graham Taylor Stand
- The Sir Elton John Stand

## Galerie

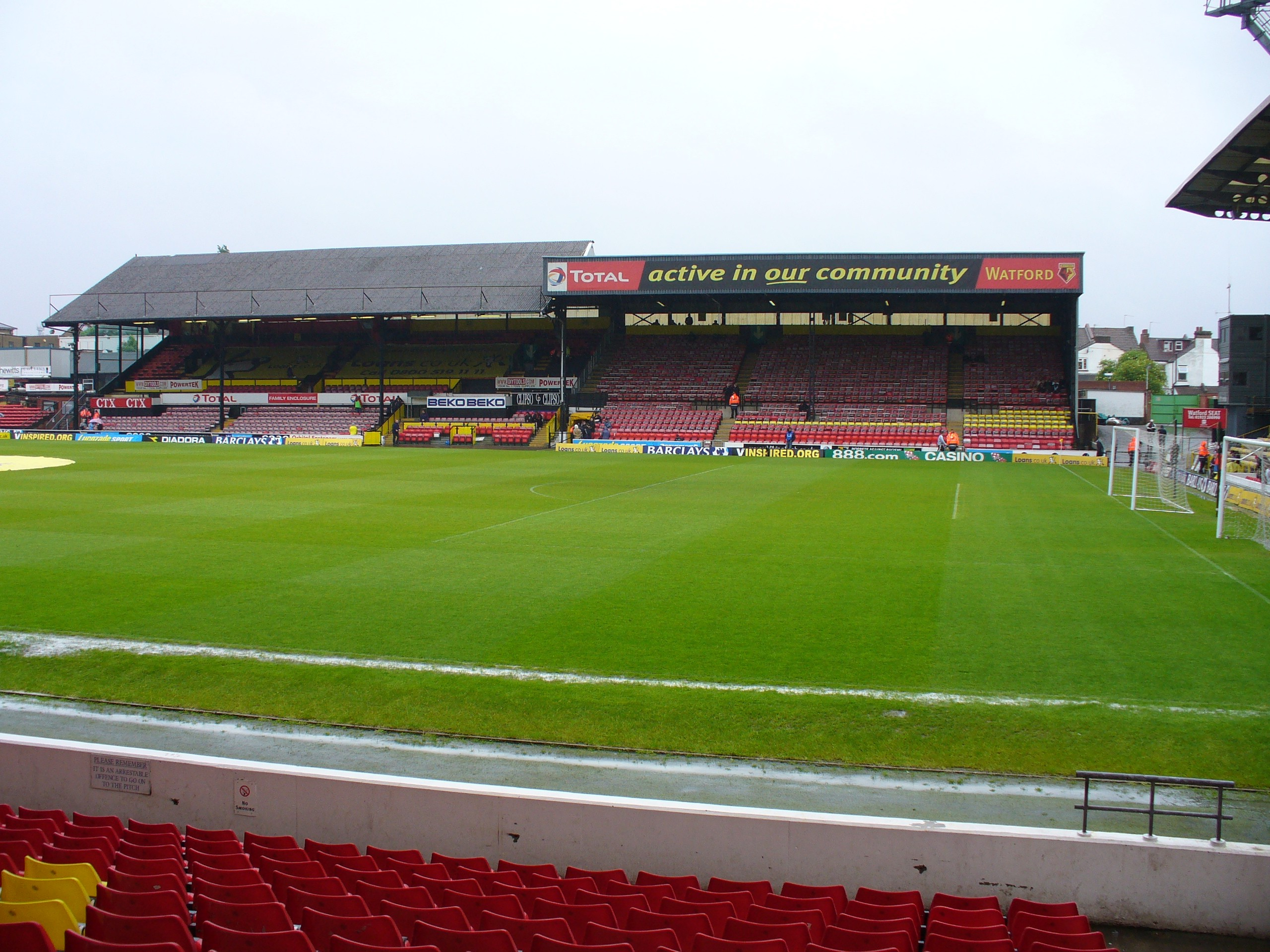
Der 2008 geschlossene und 2013 abgerissene Main Stand. Er wurde 2014 durch den Elton John Stand ersetzt.
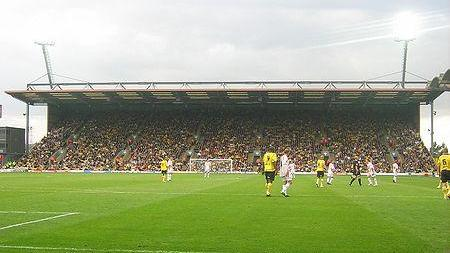
The Rookery Stand (2009)
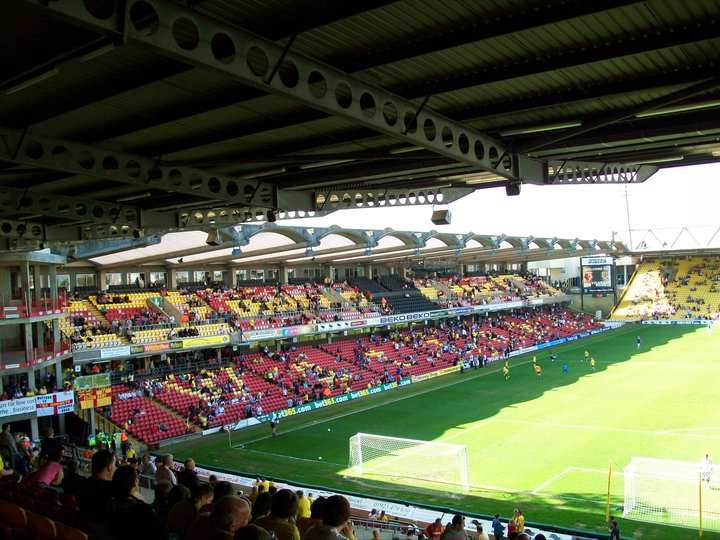
The Graham Taylor Stand (2012)
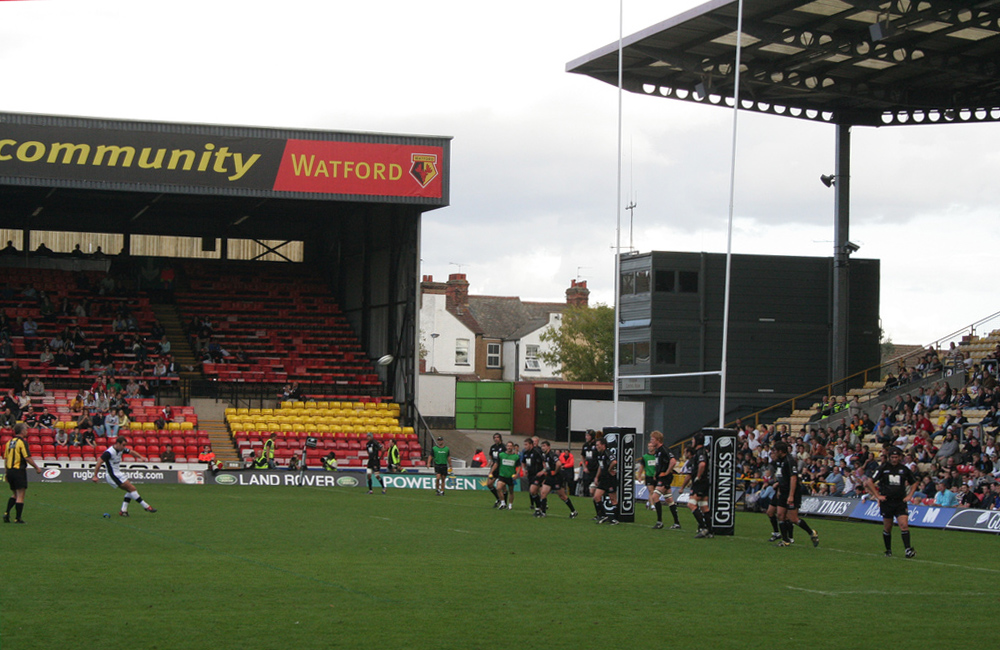
Szene aus einem Rugbyspiel der Saracens (2005)